# Giovanni Battista Bertusio
 (juillet 2025).
Giovanni Battista Bertusio (1577-1644) est un peintre italien baroque de l'école de Bologne, du XVIIe siècle.

## Biographie
Giovanni Battista Bertusio fut élève de Carrache.

## Œuvres
- Chapelle de Saint Joseph dans l'église de Saint Dominique à Bologne. Au-dessus de l'autel : Mort de Saint Joseph et Saint antoine